# Ivans Lukjanovs
Ivans Lukjanov, né le 24 janvier 1987 à Daugavpils (alors ville de RSS de Lettonie), est un joueur de football professionnel letton. Il occupe actuellement le poste d'attaquant au FK RFS.

## Biographie

### Un jeune espoir à qui on ne donne pas sa chance
Formé au Skonto Riga, l'un des clubs de la capitale lettone, Ivan Lukjanov passe professionnel en 2006. Espoir du club, il est testé en novembre par le club italien de la Lazio Rome, avec son coéquipier Oļegs Laizāns, mais n'est finalement pas retenu. Malgré cet intérêt, le club letton décide de ne pas garder le joueur et de le prêter dans différentes équipes baltes. À l'Olimps Riga, puis au FK Šiauliai et au FK Sūduva en Lituanie, le jeune joueur passe presque inaperçu, même s'il gagne du temps de jeu et marque quelques buts, notamment à Marijampolė.

### Explose dans son équipe formatrice, et rejoint la Pologne
En 2009, Lukjanov retourne au Skonto Riga et réussit une superbe demi-saison. En quinze rencontres lors de la phase aller, il marque quatorze buts et devient le meilleur buteur du championnat. En juillet, après avoir été testé, il rejoint le Lechia Gdańsk en Pologne, en compagnie de son coéquipier Sergej Kožan. Placé directement dans le onze de départ par Tomasz Kafarski, il joue trente-quatre matches lors de sa première saison toutes compétitions confondues, mais ne marque que trois buts. Cela ne l'empêche cependant pas d'être appelé pour la toute première fois en sélection nationale par Aleksandrs Starkovs, et de porter le maillot de son pays contre la Corée du Sud le 22 janvier 2010. La saison 2010-2011 ressemble à la précédente pour Lukjanovs, qui joue toujours autant mais ne trouve presque pas le chemin des filets. En 2012, le Letton joue moins et ne marque qu'un but, ce qui pousse le Lechia à se séparer de lui.

## Palmarès
Vierge